# Robert Spears (criminale)
Robert Vernon Spears (26 giugno 1894 – Dallas, 2 maggio 1969) è stato un criminale statunitense che si ritiene abbia piazzato una bomba a bordo del volo National Airlines 967, un aereo scomparso nel Golfo del Messico il 16 novembre 1959, uccidendo 42 persone.

## Storia
Robert Spears aveva alle spalle una lunga carriera di criminale, essendo stato arrestato 17 volte sotto 14 pseudonimi diversi. Aveva riscosso un certo successo finanziario in Texas come naturopata, diventando anche presidente della Texas Naturopath Association nel 1954, ma nel 1957 fu espulso dall'organizzazione a causa di uno scandalo di corruzione. Si trasferì in California e iniziò a praticare l'ipnotismo, mentre come medico praticava aborti (che allora erano illegali negli Stati Uniti). Fu accusato di tre reati e sarebbe stato processato a Los Angeles il 3 dicembre 1959.
Gli investigatori appresero che William Taylor, un collega e complice criminale di lunga data di Spears, era salito a bordo del volo 967 utilizzando un biglietto intestato al "Dr. Spears". Sorse la teoria che Spears, nel disperato tentativo di evitare il processo e desiderando un nuovo inizio, avesse ingannato Taylor (forse attraverso l'ipnosi) facendolo salire a bordo dell'aereo con un bagaglio contenente una bomba; quando l'aereo si schiantò, si presumeva che Spears fosse a bordo. Sua moglie avrebbe quindi incassato una polizza assicurativa di $ 100.000 sulla sua vita. Tuttavia, lo stesso Taylor aveva acquistato un'assicurazione sulla vita per un valore di $ 37.500,00 all'aeroporto; quando la sua ex moglie tentò di riscuoterla, le autorità ne furono immediatamente informate. È stato stabilito che Taylor era salito sul volo utilizzando un biglietto emesso dall'ex complice.
Robert Spears fu infine arrestato a Phoenix dopo essere stato denunciato dall'ex moglie, una collega naturopata. Nel febbraio 1960, Spears fu condannato per il trasporto da uno stato all'altro di un'auto rubata (la Plymouth di Taylor). È stato condannato alla pena massima di 5 anni. A causa della mancanza di prove, tuttavia, non fu mai accusato di alcun reato in relazione all'incidente del volo 967.
Morì a Dallas, in Texas, il 2 maggio 1969, di trombosi coronarica.